# Eleanor Parker
Eleanor Jean Parker (Cedarville, Ohio, 26 de junio de 1922-Palm Springs, California, 9 de diciembre de 2013) fue una actriz de cine y televisión estadounidense. Fue considerada una de las mujeres más bellas de Hollywood.

## Biografía
Parker nació en 26 de junio de 1922 en la localidad de Cedarville (Ohio). Era hija de Lester Day Parker, profesor de matemáticas, y Lola Isett.
Después de actuar en producciones estudiantiles y tras concluir sus estudios secundarios intentó buscar fortuna en Hollywood a principios de la década de los cuarenta. Su presencia le abrió las puertas y Parker firmó un contrato con Warner Brothers cuando contaba 19 años. Su primer debut en el cine fue en 1941, interviniendo en el célebre film de Raoul Walsh Murieron con las botas puestas, aunque sus escenas serían finalmente cortadas.

## Trayectoria
A pesar de esa pequeña decepción, con posterioridad intervino en pequeños papeles en Busses Roar (1942) de Ross Lederman, y en el drama de propaganda Misión en Moscú (1943), de Michael Curtiz, junto al carismático Walter Huston. 
Su primer papel protagonista lo consiguió en The Mysterious Doctor, un film de terror de serie B pero con realización y acabado técnico de serie A, dirigido por el especialista Benjamin Stoloff. Posteriormente, la actriz participa en otros títulos importantes pero actualmente olvidados: la ya clásica cinta fantástica de culto para los surrealistas Between Two Worlds (Entre dos mundos, 1944), emparejada con el mítico John Garfield en un extraño ambiente onírico-metafísico; el melodrama negro Servidumbre humana (Of Human Bondage, 1946) de Edmond Goulding), nueva versión digna pero minusvalorada por crítica y público de Cautivo del deseo (1934, John Cromwell) basados ambos en la célebre novela Servidumbre humana (Of Human Bondage, 1915) de Somerset Maugham; o la primera gran adaptación para la pantalla de La dama de blanco The woman in white, la famosísima novela escrita por Wilkie Collins donde la actriz está físicamente exultante. También en 1945, Parker protagoniza Pride of the marines (El príncipe de los marines, 1945), film bélico con trasfondo de melodrama trágico dirigido por Delmer Daves, donde repetía protagonismo con John Garfield y por el que logró su primer gran éxito de taquilla.

### Apogeo
En la década siguiente llegaría la época más gloriosa de Parker donde demostró que podía ser algo más que una muy bella actriz al interpretar papeles de mujeres de carácter. Ya en 1950, recibe su primera nominación al Óscar con su papel de mujer encarcelada injustamente en el claustrofóbico melodrama negro Sin remisión de John Cromwell, en el que brilla junto a Jane Darwell y Agnes Moorehead; y demuestra también su talento al lado de dos actrices de carácter como Patricia Neal y Ruth Roman en el melodrama de episodios Three secrets ("Tres secretos", 1949 de Robert Wise. Al año siguiente volvería a ser nominada por su interpretación en un gran exponente del cine negro, por entonces considerado como cumbre absoluta del género como Brigada 21, donde el gran William Wyler supo calibrar su talento para el melodrama "emocional" y logró de ella una de sus mejores interpretaciones, sin desmerecer a sus compañeros de reparto (Kirk Douglas y Lee Grant). 
Aparte de estos títulos, Parker también apareció en una serie de películas de estudio y gran presupuesto que la consagraron ante industria y gran público: Scaramouche (1952, de George Sidney), junto a Stewart Granger y Mel Ferrer, considerada todo un clásico del cine de capa y espada; Fort Bravo (1954 de John Sturges), al lado del inolvidable William Holden y de William Demarest en un western de notable popularidad en su día; Cuando ruge la marabunta (1954, de Byron Haskin), con Charlton Heston en una titánica lucha contra los elementos de la naturaleza; El valle de los reyes (1955, de Walter Pirosh), en plena reconstrucción arqueológico-mítica del antiguo Egipto y en compañía de Robert Taylor; El hombre del brazo de oro (1955, de Otto Preminger), ayudando a un sufrido Frank Sinatra en su lucha contra la dependencia de alcohol y cocaína; o la agradable comedia-western de Raoul Walsh Un rey para cuatro reinas (1956) junto a Clark Gable y Jo Van Fleet. 

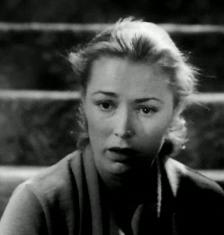
Eleanor Parker en el film Lizzie (1957).

En 1955, recibe su tercera y última nominación a los Oscar con su magnífica representación de la cantante de ópera Marjorie Lawrence en el biopic Melodía interrumpida, de bastante popularidad en su momento, y en la que trabajaba con el galán Glenn Ford. En los últimos años de la década, Parker también aparecería en títulos como Millonario de ilusiones (1959, de Frank Capra), de nuevo con Frank Sinatra y también con Edward G. Robinson y Carolyn Jones; o el melodrama de Vincente Minnelli Con él llegó el escándalo, como torturada esposa de Robert Mitchum y torturada madre de un jovencísimo George Hamilton.

### Decadencia escénica
En la década de 1960, su presencia cinematográfica se hizo menos regular; en parte porque los papeles como protagonista absoluta empezaron a escasear, y en parte porque la pantalla se llenó con las jovencitas que se convirtieron en las estrellas del cine de la década siguiente. Eleanor Parker se refugió en la televisión norteamericana. Según la leyenda, en este momento se especializó en personajes dramáticos tópicos. A pesar de ello, regresó a la pantalla por la puerta grande al interpretar a la baronesa Elsa Schraeder en la película musical más taquillera de la historia del cine: The Sound of Music ("Sonrisas y lágrimas" en España y "La novicia rebelde" en Latinoamérica), dirigida por Robert Wise en 1965.
En 1966, la actriz contrajo matrimonio con Raymond Hirsch y su carrera en el cine fue decayendo. Participó en The Oscar, fallido debut del cantante Tony Bennett en el cine, y en estos años sólo destaca el estupendo thriller Homicidio justificado que rodó en 1967 dirigida por Buzz Kulik. Abandonó la pantalla grande en 1969 tras el fracaso en taquilla de la película melodramática La gata en la terraza (1969), dirigida por David Lowell Rich y acompañada por Gayle Hunnicutt y Michael Sarrazin. Diez años después retornaría para interpretar una película de entretenimiento violento-cómico como Sol ardiente (1979), de Richard C. Sarafian, como una de las numerosas estrellas invitadas en una historia que "pilotaban" Charles Grodin y Farrah Fawcett. 
Durante los años 70-80 trabajaría con bastante asiduidad en diversos telefilmes y teleseries, como Vacaciones en el mar y Se ha escrito un crimen. 
Eleanor Parker murió el 9 de diciembre de 2013 en Palm Springs (California) debido a complicaciones de neumonía.
Tiene una estrella en el Paseo de la Fama de Hollywood situado en el 6340 de Hollywood Boulevard.

## Vida privada
Parker se casó en cuatro ocasiones y tuvo cuatro hijos. El primer matrimonio fue con el cirujano dentista, Fred Losee (1943-1944), luego con el productor Bert Friedlob (1946-1953), con quien tuvo tres hijos, y más tarde con el artista Paul Clemens (1954-1965), con quien tuvo su último hijo. Pero el amor de su vida fue un ejecutivo y millonario de Chicago, Raymond Hirsch, con quien contrajo matrimonio en 1966 hasta su muerte en 2001, enviudando a los 79 años.
Parker fue educada como protestante, pero más tarde se convirtió al judaísmo, manifestando al columnista del New York Daily News, Kay Gardella en agosto de 1969: "Pienso que todos somos judíos de corazón... Desearía convertirme por mucho tiempo." Luego abrazó el judaísmo mesiánico, y apoyó al filósofo mesiánico Roy Masters, propietario de la Fundación de comprensión humana, en Grants Pass, Oregón.

## Filmografía
- Busses Roar (1942), de David Ross Lederman.
- Mission to Moscow (1943), de Michael Curtiz.
- The Mysterious Doctor (1943), de Benjamin Stoloff.
- Between Two Worlds (1944), de Edward A. Blatt.
- Crime by Night (1944), de William Clemens.
- The Last Ride (1944), de D. Ross Lederman.
- The Very Thought of You (1944), de Delmer Daves.
- Pride of the Marines (1945), de Delmer Daves.
- Of Human Bondage (1946), de Edmund Goulding.
- Never Say Goodbye (1946), de James V. Kern.
- Escape Me Never (1946), de Peter Godfrey.
- The Voice of the Turtle (1947), de Irving Rapper.
- The Woman in White (1948), de Peter Godfrey.
- Un rayo en el cielo (1950) (Chain Lightning), de Stuart Heisler.
- Sin remisión (1950) (Caged), de John Cromwell.
- Tres secretos (1950) (Three Secrets), de Robert Wise.
- Un millonario para Christy (1950) (A Millionaire for Christy), de George Marshall.
- Brigada 21 (1951) (Detective Story), de William Wyler.
- Valentino (1951), de Lewis Allen.
- Scaramouche (1952) (Scaramouche), de George Sidney.
- El gran secreto (1952) (Above and Beyond), de Melvin Frank.
- Fort Bravo (1953) (Escape from Fort Bravo), de John Sturges.
- El valle de los reyes (1954) (Valley of the Kings), de Robert Pirosh.
- Cuando ruge la marabunta (1954) (The Naked Jungle), de Byron Haskin.
- La novia salvaje (1955) (Many Rivers to Cross), de Roy Rowland.
- Melodía interrumpida (1955) (Interrupted Melody), de Curtis Bernhardt.
- El hombre del brazo de oro (1955) (The Man with the Golden Arm), de Otto Preminger.
- Un rey para cuatro reinas (1956) (The King and Four Queens), de Raoul Walsh.
- Lizzie (1957), de Hugo Haas.
- Millonario de ilusiones (1959) (A Hole in the Head), de Frank Capra.
- Con él llegó el escándalo (1960) (Home from the Hill), de Vincente Minnelli.
- The Sound of Music (1965) (The Sound of Music), de Robert Wise.
- Esclavos del pecado (1966) (An American Dream), de Robert Gist.
- Homicidio justificado (1967) (Warning Shot), de Buzz Kulik.
- El Tigre (1967) (Il Tigre), de Dino Risi.
- How to Steal the World (1968) (How to Steal the World), de Sutton Roley.
- La gata en la terraza (1969) (Eye of the Cat), de David Lowell Rich.
- Sol ardiente (1979) (Sunburn), de Richard C. Sarafian.

## Premios y reconocimientos
Premios Óscar
| Año  | Categoría               | Película             | Resultado |
| ---- | ----------------------- | -------------------- | --------- |
| 1951 | Óscar a la mejor actriz | Sin remisión         | Nominada  |
| 1952 | Óscar a la mejor actriz | Brigada 21           | Nominada  |
| 1956 | Óscar a la mejor actriz | Melodía interrumpida | Nominada  |

Festival Internacional de Cine de Venecia
| Año  | Categoría                    | Galardonado  | Resultado |
| ---- | ---------------------------- | ------------ | --------- |
| 1950 | Copa Volpi a la mejor actriz | Sin remisión | Ganadora  |